# Death Hunt
Death Hunt é um filme de ação western de 1981 dirigido por Peter Hunt. O filme é estrelado por Charles Bronson, Lee Marvin, Angie Dickinson, Carl Weathers, Maury Chaykin, Ed Lauter e Andrew Stevens. Death Hunt foi um relato ficcional da perseguição da Real Polícia Montada do Canadá (RPMC) a um homem chamado Albert Johnson. Filmes anteriores explorando o mesmo tópico foram The Mad Trapper (1972), uma produção britânica feita para a televisão e Challenge to Be Free (também conhecido como Mad Trapper of the Yukon e Mad Trapper) (1975).